# Alpaida picchu
Alpaida picchu là một loài nhện trong họ Araneidae.
Loài này thuộc chi Alpaida. Alpaida picchu được Herbert Walter Levi miêu tả năm 1988.